# Стефанович, Олекса Коронатович
Олекса Коронатович Стефанович (укр. Олекса Коронатович Стефанович; 1899—1970) — украинский поэт.

## Биография
Родился в семье православного священника. Окончил духовную школу в Клевани (1914), затем духовную семинарию в Житомире (1919). В 1920—1921 годах учительствовал в с. Садки. С 1922 года жил в Праге. Учился на философском факультете Карлова университета (1922—1928), в 1930 году защитил докторскую диссертацию по философии (тема — «Метлинский как поэт»). Преподавал на философском факультете Украинского свободного университета (1928—1930). В 1939—1941 годах работал домашним учителем. В 1944 году, с приближением советских войск, покинул Прагу и эмигрировал в Германию; с 1949 года жил в Буффало (США). Работал на фабрике, после выхода на пенсию (с 1962 года) — учителем в украинской православной субботней школе. Жил очень уединённо, круг его знакомых и товарищей был ограниченным и узким, ощущение страха и мания преследования со стороны советской власти до самой смерти не покидали поэта.
Похоронен в Буффало, затем перезахоронен на кладбище в Саут-Баунд-Брук (Нью-Джерси).

## Творчество
Хотя Стефанович принадлежал к пражской группе, его творчество лишено характерного для этого круга волюнтаризма. Творчество Стефановича питается воспоминаниями об элегических волынских пейзажах, фигурах прошлого (исторических или мифологических) и трагических картинах истории и современности. Эти тематические плоскости пронизаны двумя силами, разрывавшими творчество Стефановича, — язычеством (с обертонами эротики) и христианством, которое доминировало в более позднем творчестве поэта и часто достигало мистических вершин.
Основной характеристикой стиля Стефановича является его очень индивидуальная поэтическая речь, основанная на употреблении архаизмов и неологизмов (тоже в архаично-ритуальном духе) и на своеобразном синтаксисе. В раннем творчестве преобладают романтично-символистичные элементы (образно родственные с народным творчеством), позднее его речь становится рубленой и заострённой, поэт часто ломает ритмику в резких покатых каденциях, что даёт ощущение обречённости, конца света, апокалиптичности. Стефанович, философ по своей художественной натуре, углубляется мыслью и чувством во внутренний смысл идеи государственности, обращается к первым её истокам и проецирует их на современную эпоху. Так, через все двадцать лет творчества поэта проходит образ языческого бога Перуна, который является символом идеи украинской государственности, утверждением её бессмертия и победоносности. Несмотря на то, что Стефанович жил и писал в эмиграции, Украина остаётся центральным образом его творчества. Из далёких краёв он наблюдает за её жизнью, за теми событиями, которые она переживала, и это находит отклик в его творчестве.